# Transports en commun de Châlons-en-Champagne
SITAC (Syndicat Intercommunal des Transports de l'Agglomération Châlonnaise) est le nom commercial du réseau de transport en commun dont l'autorité organisatrice est Cités-en-Champagne, la Communauté d'agglomération de Châlons-en-Champagne. Ce réseau est exploité sous le régime de la délégation de service public par une filiale du groupe Keolis.

## Historique
Entre 1897 et 1938, la ville alors nommée Châlons-sur-Marne, a été desservie par un réseau de tramway.
Il est remplacé en 1938 par un premier réseau de bus qui disparaît faute de succès peu avant la Seconde Guerre mondiale. Une nouvelle tentative dans les années 1950 est un échec puis, à la faveur de la création des grands ensembles en banlieue, la troisième tentative à la fin de l'année 1965 est la bonne ; il est alors exploité par les Courriers de la Marne.
En 1972, il prend le nom Transports urbains châlonnais (TUC) puis en 1990 il devient le Syndicat intercommunal des transports de l'agglomération châlonnaise (SITAC), du nom du syndicat intercommunal éponyme. Il dessert alors les huit communes du district de Châlons-en-Champagne, remplacé par la Communauté d'agglomération de Châlons-en-Champagne en 2000 et qui se substitue également au SITAC, le réseau en conserve toutefois le nom commercial.
En 1994, une restructuration du réseau s'accompagne de l'abandon des lettres au profit des chiffres pour désigner les lignes.
Avant le 30 juin 2014, le réseau alors désigné sous le nom de Sitacbus, était composé  de huit lignes de journée et de deux lignes de soirée. Il transportait plus de quatre millions de voyageurs par an.

## Le réseau
Un nouveau réseau SITAC est en place depuis le 30 juin 2014,.
Il est composé de huit lignes urbaines et 5 lignes périurbaines, auxquelles se rajoutent un service de transport à la demande, un service de location de vélo (VéloSitac) ainsi que de covoiturage.

## Exploitation

### Véhicules du parc
En 2015, le réseau est desservi par quatre autobus Agora S et huit Citelis 12.

#### Irisbus Agora S

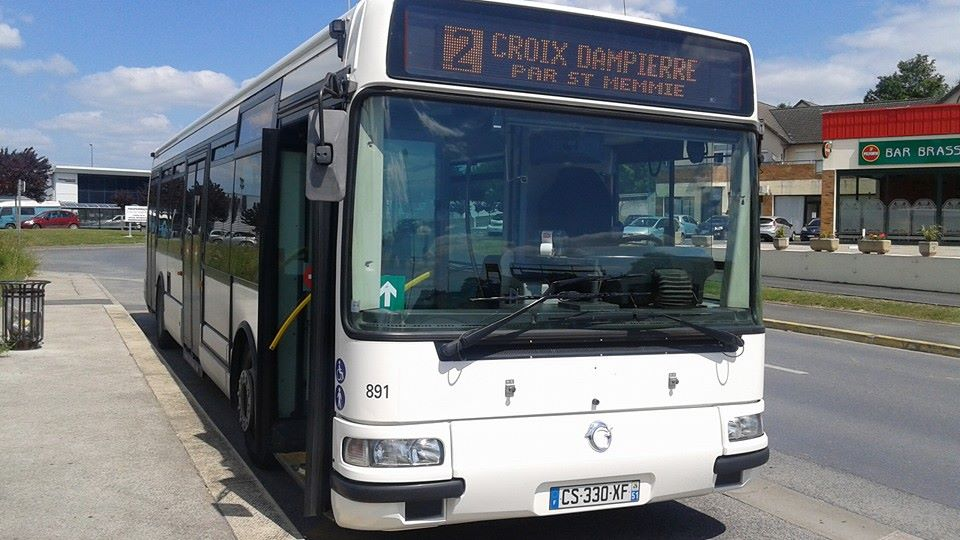
Irisbus Agora S - Sitac (Temporaire)

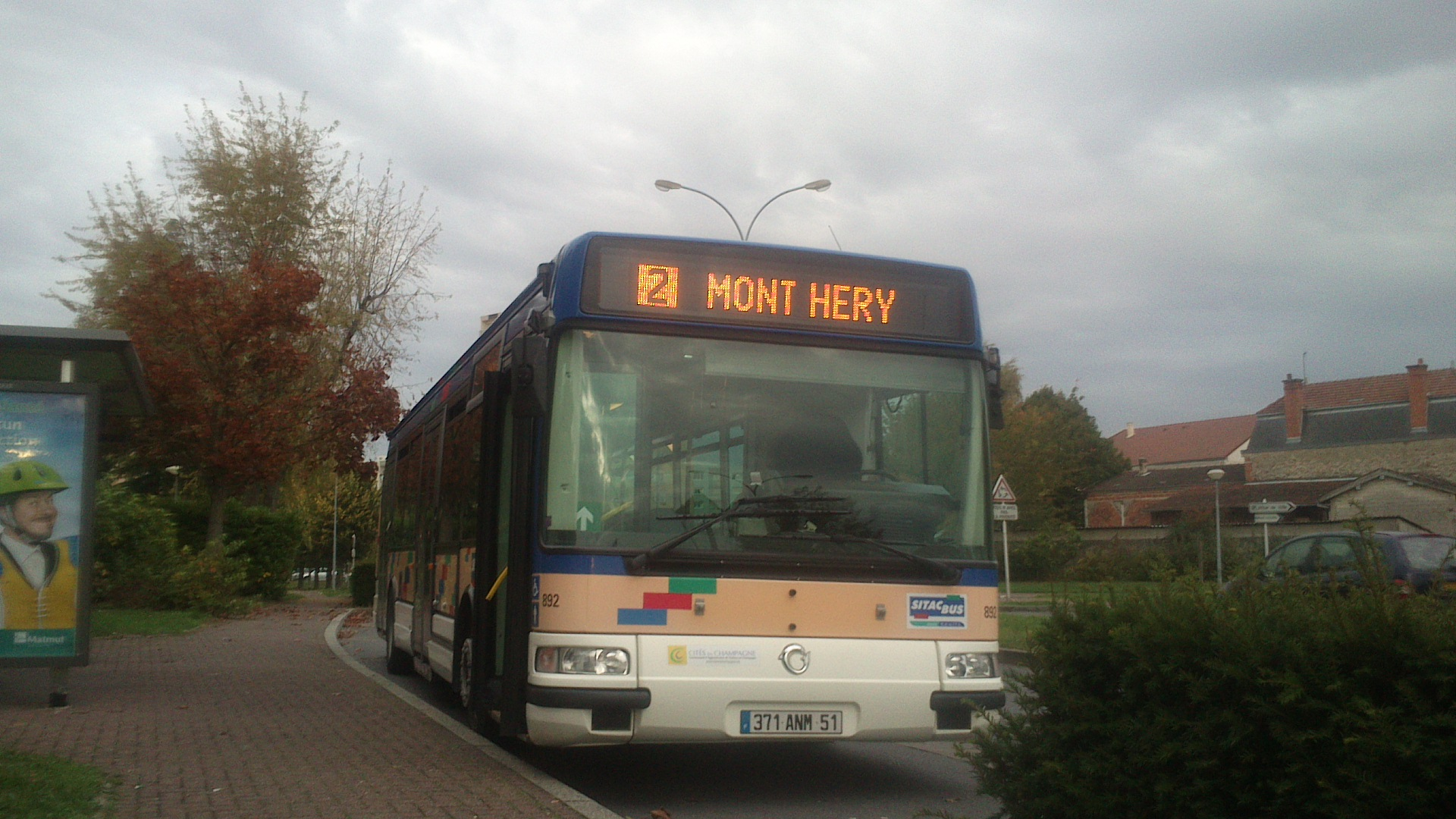
Irisbus Agora S - Sitacbus

Le réseau est composé de 4 Agora S (N° 889 - 890 - 891 - 892).
Les Irisbus Agora S sont des véhicules datant de 1998 à 2002.
Les véhicules ont été reçus dès le départ en livrée "Sitacbus" (photo de droite).
Durant la période de Janvier 2014 à Juillet 2014, l'ensemble des véhicules ont été repeints en livrée provisoire Blanche en attendant la nouvelle livrée (photo de gauche).

#### Irisbus Citélis 12

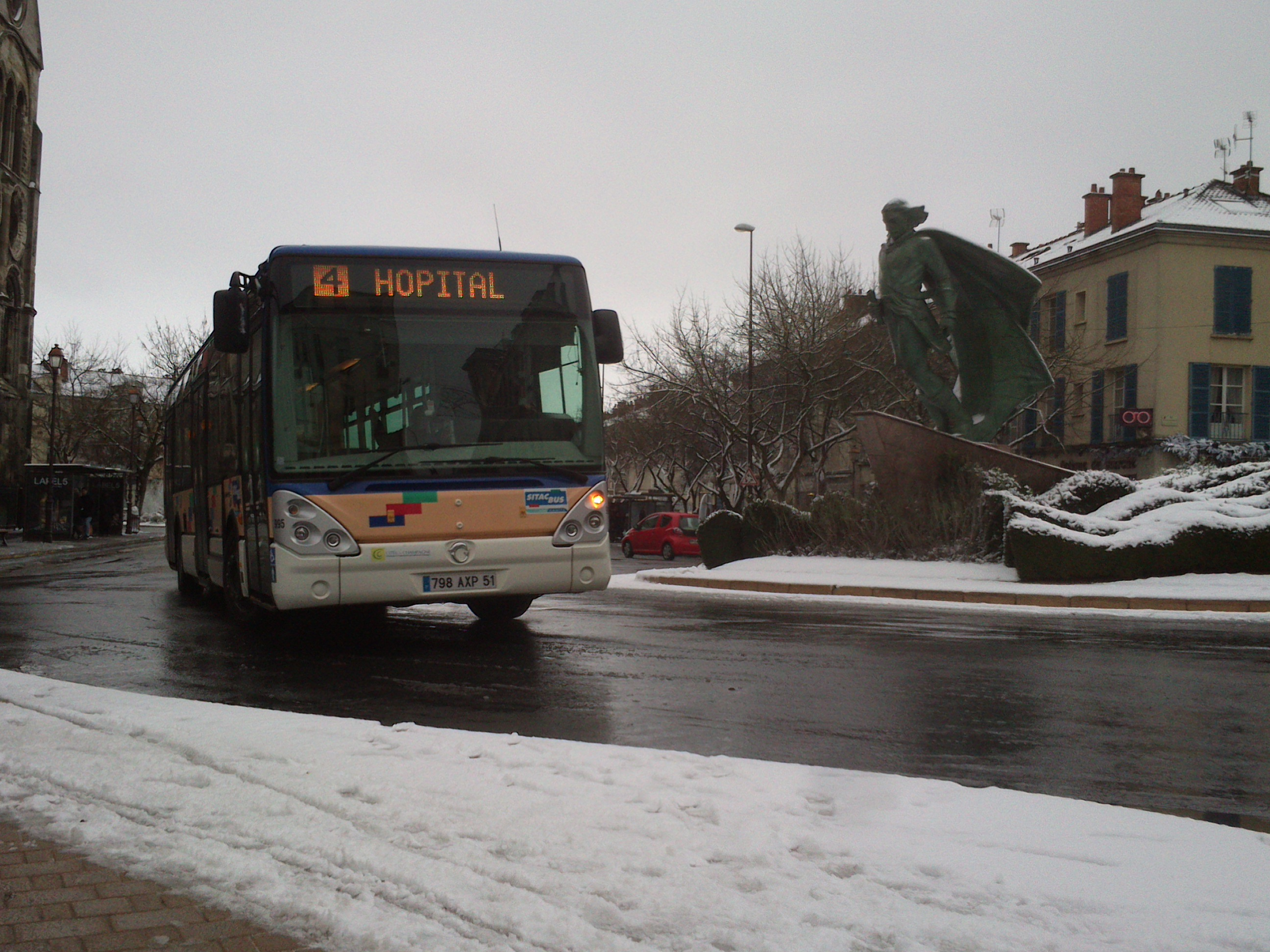
Irisbus Citélis 12 - Sitacbus.

Le réseau est composé de 8 Citélis 12 (N° 993 - 994 - 995 - 996 - 901 - 902 - 903 - 904).
Les Citélis 12 sont des véhicules datant de 2003 à 2014.
Les véhicules ont été reçus dès le départ en livrée "Sitacbus" (photo de droite).
Durant la période de Janvier 2014 à Juillet 2014, l'ensemble des véhicules ont été repeints en livrée provisoire Blanche en attendant la nouvelle livrée (photo de gauche).